# The Chronological Classics: Ella Fitzgerald 1938-1939
| Recensione | Giudizio |
| ---------- | -------- |
| AllMusic   | [ 1 ]    |

The Chronological Classics: Ella Fitzgerald 1938-1939 è una compilation su CD della cantante e caporchestra jazz statunitense Ella Fitzgerald, pubblicato dall'etichetta discografica francese Classics Records nel 1990.

## Tracce
1. Heart of Mine – 2:55 (Edward Eddie Heyman, Chick Webb) – Registrato il 2 maggio 1938 a New York
2. I'm Just a Jitterbug – 3:18 (Mack David, Jerry Livingston) – Registrato il 2 maggio 1938 a New York
3. This Time It's Real – 3:08 (Walter Shivers, Buddy Bernier, Robert D. Bob Emmerich) – Registrato il 3 maggio 1938 a New York
4. (Oh, Oh) What Do You Know About Love? – 3:03 (Mack David, Jerry Livingston) – Registrato il 3 maggio 1938 a New York
5. You Can't Be Mine (And Someone Else's Too) – 3:04 (Jay Cee Johnson, Chick Webb) – Registrato il 3 maggio 1938 a New York
6. We Can't Go on This Way – 3:00 (Emma P. La Freniere, Erskine Butterfield, Percy Post, Walter Bishop) – Registrato il 3 maggio 1938 a New York
7. Saving Myself for You – 2:49 (Sammy Cahn, Saul Chaplin) – Registrato il 3 maggio 1938 a New York
8. If You Only Knew – 2:47 (Charlie Beal, Chick Webb) – Registrato il 3 maggio 1938 a New York
9. Pack Up Your Sins and Go to the Devil – 2:55 (Irving Berlin) – Registrato il 9 giugno 1938 a New York
10. MacPherson Is Rehearsin' (To Swing) – 3:07 (Marion Sunshine) – Registrato il 9 giugno 1938 a New York
11. Everybody Step – 2:43 (Irving Berlin) – Registrato il 9 giugno 1938 a New York
12. Ella – 2:46 (Charles Ellsworth, Chick Webb) – Registrato il 9 giugno 1938 a New York
13. Wacky Dust – 3:04 (Stanley Adams, Oscar Levant) – Registrato il 17 agosto 1938 a New York
14. Gotta Pebble in My Shoe – 2:53 (Al Feldman) – Registrato il 17 agosto 1938 a New York
15. I Can't Stop Loving You – 3:05 (Biff Jones, Chick Webb) – Registrato il 17 agosto 1938 a New York
16. Strictly from Dixie – 2:50 (James Cavanaugh, Chick Webb, Pierce Brooks) – Registrato il 18 agosto 1938 a New York
17. Woe Is Me – 2:50 (Eliot Daniel, Jack Lawrence) – Registrato il 18 agosto 1938 a New York
18. I Let a Tear Fall in the River – 3:11 (Mack David, Jerry Livingston, Chick Webb) – Registrato il 18 agosto 1938 a New York
19. F.D.R. Jones – 2:54 (Harold Rome) – Registrato il 6 ottobre 1938 a New York
20. I Love Each Move You Make – 3:01 (Henry Grumble, Chick Webb) – Registrato il 6 ottobre 1938 a New York
21. It's Foxy – 3:03 (Walter Bishop Sr., Chick Webb) – Registrato il 6 ottobre 1938 a New York
22. I Found My Yellow Basket – 2:35 (Ella Fitzgerald, Chick Webb) – Registrato il 6 ottobre 1938 a New York
23. Undecided – 3:15 (Charlie Shavers) – Registrato il 17 febbraio 1939 a New York

- Il brano numero 2 è riportato (erroneamente) come I'm Just a Jitterburg
- L'autore Jerry Livingston è riportato come Livingstone

## Musicisti
Heart of Mine / I'm Just a Jitterbug

(Chick Webb and His Orchestra)
- Chick Webb - batteria, direttore orchestra
- Ella Fitzgerald - voce
- Mario Bauza - tromba
- Bobby Stark - tromba
- Taft Jordan - tromba
- Sandy Williams - trombone
- Georges Matthews - trombone
- Nat Story - trombone
- Garvin Bushell - clarinetto, sassofono alto
- Louis Jordan - sassofono alto
- Ted McRae - sassofono tenore
- Wayman Carver - sassofono tenore, flauto
- Tommy Fulford - pianoforte
- Bobby Johnson - chitarra
- Beverley Peer - contrabbasso
- Charlie Dixon - arrangiamenti

This Time It's Real / (Oh, Oh) What Do You Know About Love? / You Can't Be Mine (And Someone Else's Too) / We Can't Go on This Way / Saving Myself for You / If You Only Knew

(Ella Fitzgerald and Her Savoy Eight)
- Ella Fitzgerald - voce
- Taft Jordan - tromba
- Sandy Williams - trombone
- Louis Jordan - sassofono alto
- Teddy McRae - sassofono tenore, sassofono baritono
- Tommy Fulford - pianoforte
- Bobby Johnson - chitarra
- Beverley Peer - contrabbasso
- Chick Webb - batteria

Pack Up Your Sins and Go to the Devil / MacPherson Is Rehearsin' (To Swing) / Everybody Step / Ella / Wacky Dust / Gotta Pebble in My Shoe / I Can't Stop Loving You

(Chick Webb and His Orchestra)
- Chick Webb - batteria, direttore orchestra
- Ella Fitzgerald - voce
- Mario Bauza - tromba
- Bobby Stark - tromba
- Taft Jordan - tromba
- Taft Jordan - voce (in duetto con Ella Fitzgerald nel brano: Ella)
- Sandy Williams - trombone
- Nat Story - trombone
- Georges Matthews - trombone
- Garvin Bushell - clarinetto, sassofono alto
- Hilton Jefferson - sassofono alto
- Ted McRae - sassofono tenore
- Wayman Carver - sassofono tenore, flauto
- Tommy Fulford - pianoforte
- Bobby Johnson - chitarra
- Beverley Peer - contrabbasso

Strictly from Dixie / Woe Is Me

(Ella Fitzgerald and Her Savoy Eight)
- Ella Fitzgerald - voce
- Taft Jordan - tromba
- Sandy Williams - trombone
- Hilton Jefferson - sassofono alto
- Teddy McRae - sassofono tenore, sassofono baritono
- Tommy Fulford - pianoforte
- Bobby Johnson - chitarra
- Beverley Peer - contrabbasso
- Chick Webb - batteria

I Let a Tear Fall in the River

(Chick Webb and His Orchestra)
- Chick Webb - batteria, direttore orchestra
- Ella Fitzgerald - voce
- Mario Bauza - tromba
- Bobby Stark - tromba
- Taft Jordan - tromba
- Sandy Williams - trombone
- Nat Story - trombone
- Georges Matthews - trombone
- Garvin Bushell - clarinetto, sassofono alto
- Hilton Jefferson - sassofono alto
- Ted McRae - sassofono tenore
- Wayman Carver - sassofono tenore, flauto
- Tommy Fulford - pianoforte
- Bobby Johnson - chitarra
- Beverley Peer - contrabbasso

F.D.R. Jones / I Love Each Move You Make / It's Foxy / I Found My Yellow Basket / Undecided

(Chick Webb and His Orchestra)
- Chick Webb - batteria, direttore orchestra
- Ella Fitzgerald - voce
- Dick Vance - tromba
- Bobby Stark - tromba
- Taft Jordan - tromba
- Sandy Williams - trombone
- Nat Story - trombone
- Georges Matthews - trombone
- Garvin Bushell - clarinetto, sassofono alto
- Hilton Jefferson - sassofono alto
- Ted McRae - sassofono tenore
- Wayman Carver - sassofono tenore, flauto
- Tommy Fulford - pianoforte
- Bobby Johnson - chitarra
- Beverley Peer - contrabbasso[2]